# Andrzej Antkowiak
Andrzej Antkowiak (ur. 14 października 1936 w Poznaniu, zm. 21 stycznia 1979 w Olsztynie) – polski aktor, głównie teatralny, także filmowy i telewizyjny.

## Życiorys
W 1958 ukończył Studium Aktorskie Byrskich w Kielcach (przy Teatrze im. Stefana Żeromskiego). W tym samym roku – 21 października – oficjalnie zadebiutował w teatrze. Była to rola Pana F. w spektaklu Zło krąży w Teatrze Nowym w Poznaniu.
Występował potem w kilku teatrach: Teatrze Polskim w Poznaniu (1958), Teatrze Śląskim im. Stanisława Wyspiańskiego w Katowicach (1959–1964), Teatrze Współczesnym w Warszawie (1964–1966) i Teatrze Polskim w Warszawie (1966–1978), a także w Teatrze im. Stefana Jaracza w Olsztynie (1978), gdzie wdał się w bójkę podczas jednej z imprez alkoholowych. W stanie krytycznym został przetransportowany do szpitala, gdzie zmarł. Przyczyną śmierci było pęknięcie tętniaka mózgu. Został pochowany na cmentarzu na Junikowie w Poznaniu (pole 15-1-7-135).

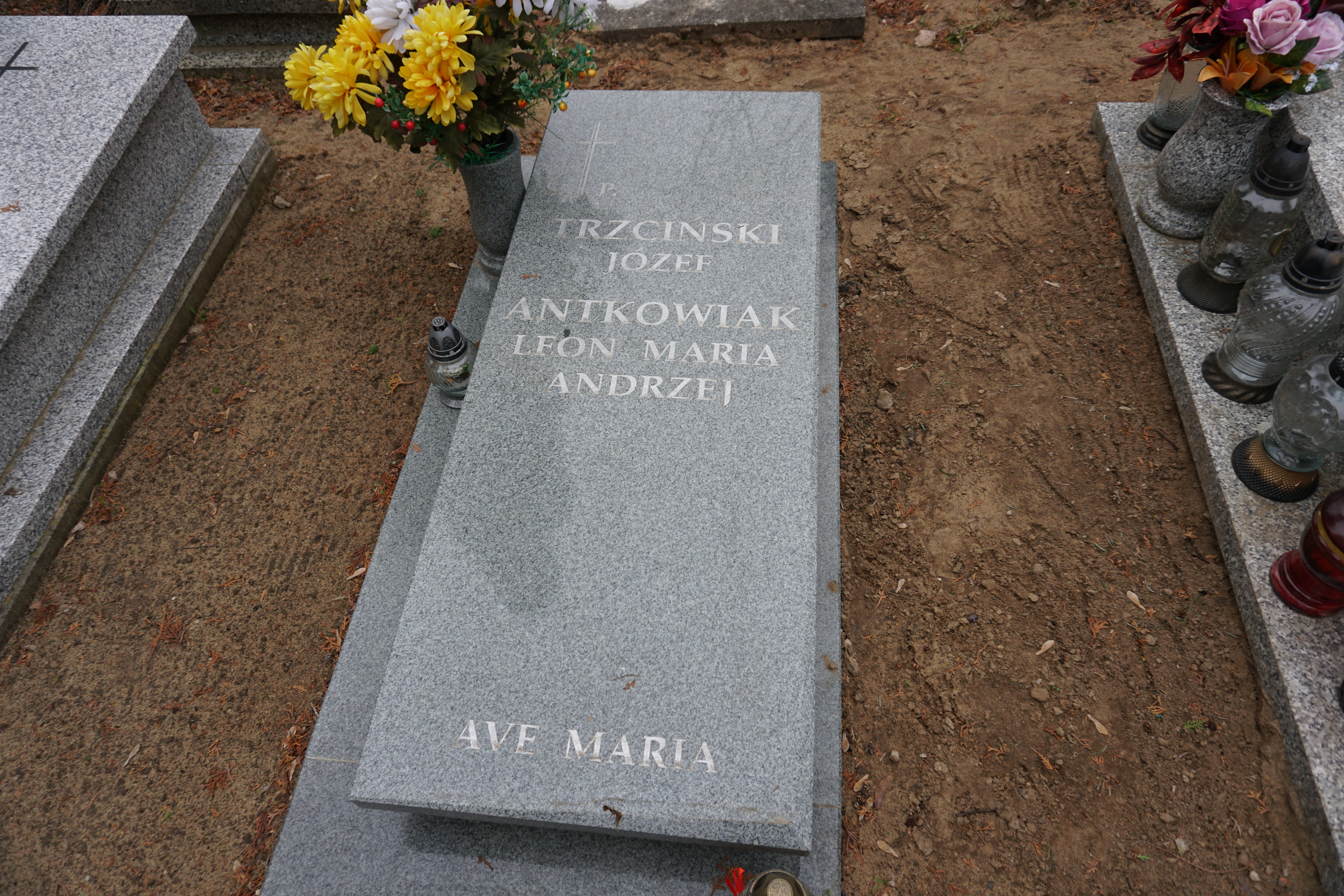
Grób Andrzeja Antkowiaka na Cmentarzu Junikowskim

Grywał role amantów oraz bohaterów romantycznych.

## Spektakle teatralne
- 1957 – Dzieje Tristana i Izoldy jako Trubadur I / Rybałt / Pustelnik (reż. Zespół Studium Aktorskiego)
- 1958 – Zło krąży jako pan F. (reż. Juliusz Burski, Antoni Tośta)
- 1958 – Adwokat i róże jako młodzieniec (reż. Włodzisław Ziembiński)
- 1959 – Wesele jako dziennikarz (reż. Tadeusz Burski)
- 1959 – Kordian jako nieznajomy (reż. Jerzy Kaliszewski)
- 1960 – Przyjaciel wesołego diabła jako nieznajomy (reż. Mieczysław Daszewski)
- 1960 – Antoniusz i Kleopatra jako Dolabella (reż. Jerzy Krasowski)
- 1960 – Kupiec jako Charinus (reż. M. Daszewski)
- 1960 – Kulig jako Kleander (reż. Józef Wyszomirski)
- 1960 – Młodość, miłość, czas jako Borys (reż. Jan Biczycki)
- 1960 – Królewna Śnieżka jako strażnik / Kukułka (reż. J. Biczycki)
- 1961 – Kawaler z księżyca jako Leander / Jan (reż. M. Daszewski)
- 1961 – Śmierć gubernatora jako Grabarz / Gość ósmy (reż. Jerzy Jarocki)
- 1961 – Rewizor jako żandarm (reż. M. Daszewski)
- 1961 – Za siedmioma górami... jako Dusigrosz (reż. M. Daszewski)
- 1962 – Portret jako mężczyzna I / Gość młody (reż. J. Jarocki)
- 1962 – Dziady jako Konrad / Wysocki (reż. Jerzy Kreczmar)
- 1962 – Frank V jako Pauli Neukomm (reż. J. Jarocki)
- 1962 – Wilki w nocy jako Jan Morwicz (reż. M. Daszewski)
- 1963 – Hamlet jako Laertes (reż. Roman Zawistowski)
- 1963 – Święta Joanna jako Dunois (reż. Lech Komarnicki)
- 1963 – Fizycy jako Herbert Georg Beutler (reż. R. Zawistowski)
- 1963 – Symulanci jako Kazek (reż. R. Zawistowski)
- 1963 – Dożywocie jako Leon Birbancki (reż. J. Kreczmar)
- 1963 – Łaźnia jako Czudakow (reż. J. Jarocki)
- 1963 – Antygona jako Haimon (reż. Aleksandra Mianowska)
- 1964 – Trzech muszkieterów jako Rochefort (reż. Jacek Szczęk)
- 1964 – Don Karlos jako Don Karlos (reż. R. Zawistowski)
- 1965 – Przychodzę opowiedzieć jako Sęp (reż. Erwin Axer)
- 1965 – Kto się boi Wirginii Woolf? jako Nick (reż. J. Kreczmar)
- 1965 – Pamiętnik szubrawca jako Jegor Wasylicz Kurczajew (reż. Gieorgij Towstogonow)
- 1966 – Król czwarty jako Zamachowiec (reż. Jan Kulczyński)
- 1967 – Nawrócenie kapitana Brassbound jako kapitan Brassbound (reż. Andrzej Szafiański)
- 1967 – Mandragola jako Callimaco (reż. J. Kulczyński)
- 1968 – Wariacje na temat jako Ron (reż. J. Kulczyński)
- 1968 – Sułkowski jako Sułkowski (reż. J. Kreczmar)
- 1968 – Lilla Weneda (reż. August Kowalczyk)
- 1969 – Świadkowie jako świadek IV (reż. A. Kowalczyk)
- 1969 – Martwe dusze jako urzędnik z Petersburga (reż. Władysław Hańcza)
- 1969 – Szkoła kobiet jako porucznik (reż. Krystyna Meissner)
- 1970 – Ciotunia jako Zdzisław (reż. Joanna Koenig)
- 1970 – Nocna eskorta jako Jagot (reż. Wanda Laskowska)
- 1970 – Noe i jego menażeria jako Cham (reż. Maciej Zenon Bordowicz)
- 1971 – Niewinni winowajcy jako Nieznamow (reż. Jerzy Rakowiecki)
- 1972 – Jak wam się podoba jako Orlando (reż. K. Meissner)
- 1973 – Tragedia optymistyczna jako I bosman-mat (reż. A. Kowalczyk)
- 1973 – Moralność pani Dulskiej jako Zbyszko (reż. K. Meissner)
- 1974 – Stary, głupi i anioł (reż. A. Kowalczyk)
- 1975 – Mazepa jako Mazepa (reż. M.Z. Bordowicz)
- 1975 – Otello jako oficer (reż. A. Kowalczyk)
- 1975 – Pigmalion jako Fred (reż. Anna Minkiewicz)
- 1976 – Antoniusz i Kleopatra jako Prokulejusz (reż. Jewgienij Simonow)
- 1976 – Maria Stuart jako Hr Bellievre / Hr Aubespine (reż. A, Kowalczyk)
- 1976 – Specjalność zakładu jako Ala (reż. M.Z. Bordowicz)
- 1977 – Sarmatyzm jako Skarbimir (reż. J. Rakowiecki)
- 1977 – Przy pełni księżyca jako Kostia (reż. A. Kowalczyk)

### Spektakle Teatru Telewizji
- 1964 – Ostry dyżur jako Korgut (reż. A. Szafiański)
- 1965 – Chłopaki (Ballady lipeckie) (reż. Ludwik René)
- 1966 – Panna Rosita (reż. Maryna Broniewska)
- 1966 – Horsztyński jako Szczęsny (reż. J. Kreczmar)
- 1966 – Żeglarz jako rzeźbiarz (reż. Józef Słotwiński)
- 1967 – Fedra jako Hipolit (reż. M. Broniewska)
- 1967 – Miesiąc na wsi jako Bielajew (reż. Bogdan Trukan)
- 1967 – Daleka droga (reż. Daniel Bargiełowski)
- 1967 – Nie igra się z miłością jako Okatw (reż. M. Broniewska)
- 1968 – Powrót do Itaki (reż. M. Broniewska)
- 1968 – Yerma jako Wiktor (reż. Aleksander Bardini)
- 1968 – Król i aktor jako książę Józef Poniatowski (reż. Władysław Krasnowiecki)
- 1968 – Wieczór poza domem jako Albert (reż. Józef Gruda)
- 1968 – Spóźnione kwiaty jako Jegorek (reż. Anatolij Nall)
- 1970 – Czarująca szewcowa (reż. M. Broniewska)
- 1970 – Panna Radosna (reż. Andrzej Zakrzewski)
- 1971 – Dr Kawka jako Kruk (reż. J. Słotwiński)
- 1971 – Prof. Skutarewski jako Czermow (reż. Konstanty Ciciszwili)
- 1972 – Matka jako Jerzy (reż. František Filip)
- 1972 – Czerwone i brunatne jako narrator w czerwieni (reż. Assan Trajanow)
- 1973 – Szczęście Frania jako Otocki (reż. J. Słotwiński)
- 1973 – Karykatury jako Antoni Relski (reż. J. Słotwiński)
- 1973 – Długi obiad świąteczny jako Rodryk (reż. Bogdan Augustyniak)
- 1973 – Świerszcz za kominem jako Nieznajomy (reż. K. Ciciszwili)
- 1974 – Hamlet jako Horacy (reż. Gustaw Holoubek)
- 1974 – Ondyna (reż. M. Broniewska)
- 1974 – Maria Stuart jako Rizzio (reż. Kazimierz Braun)
- 1975 – Tragedia optymistyczna (reż. A. Kowalczyk)
- 1975 – Arszenik i stare koronki jako kpt Rooney (reż. Maciej Englert)
- 1975 – Zawodowy gość jako Raimondo (reż. Czesław Wołłejko)
- 1976 – Stary, głupi i anioł jako mężczyzna III / „Młody” (reż. A. Kowalczyk)
- 1977 – Powrót posła (reż. J. Rakowiecki)
- 1977 – Letnicy jako Szalimow (reż. Lidia Zamkow)
- 1977 – Lekcja niemieckiego jako Macknorth (reż. Andrzej Żmijewski)
- 1977 – Awantura w Chioggi jako Titta (reż. Jadwiga Chojnacka)
- 1977 – O nim jako Dymitr (reż. Henryk T. Czarnecki)
- 1979 – Bal w Operze (reż. Stefan Szlachtycz)
- premiera 1988 – Król i aktor jako książę Józef Poniatowski (reż. W. Krasnowiecki)

## Filmografia
- 1960 – Matka Joanna od Aniołów jako młody Żyd (nie występuje w czołówce)
- 1962 – Czarne skrzydła (nie występuje w czołówce)
- 1966 – Kochankowie z Marony jako Janek, kuracjusz w sanatorium
- 1967 – Zabijaka
- 1967 – Zmartwychwstanie Offlanda jako Offland Helton
- 1968 – Wniebowstąpienie jako Sebastian Goldstein, mąż Raisy
- 1969 – Jarzębina czerwona jako porucznik Marczyński
- 1971 – Jak daleko stąd, jak blisko (nie występuje w czołówce)
- 1972 – Kopernik jako Andrzej Kopernik, brat Mikołaja
- 1977 – Raszyn. 1809 jako generał austriacki ustalający warunki kapitulacji

### Seriale
- 1969 – Gniewko, syn rybaka jako Henryk von Plotzke, mistrz krzyżacki
- 1972 – Kopernik  jako Andrzej Kopernik, brat Mikołaja
- 1973 – Czarne chmury